# Хайнрих Рикерт
Хайнрих Рикерт (на немски: Heinrich Rickert) е германски философ, представител на т. нар. „Баденска школа“ в неокантианството от края на 19 и началото на 20 век. Развива идеите на Имануел Кант в една принципно различна от позитивната културология концепция.

## Биография
Роден е на 25 май 1863 година в Данциг, Прусия (днес Гданск, Полша), в семейството на Хайнрик Едуин Рикерт, журналист и политик. Първоначално получава частни уроци в Данциг и Берлин, а след това посещава гимназия. Малко преди да завърши напуска училище. В периода 1884 – 1885 г. слуша лекции по история на изкуството, история, физиология, поетика и философия в Университета „Фридрих-Вилхелм“. От 1885 г. учи философия в Университета „Кайзер Вилхелм“ в Страсбург. След като получава докторска степен по философия през 1888 г. се завръща в Берлин, но една година по-късно, поради здравословни причини, се премества да живее във Фрайбург. Там той се хабилитира през 1891 г., а след това работи в Университета във Фрайбург първо като частен преподавател и от 1894 г. като професор по философия. От 1915 до 1932 г. е професор в Хайделберския университет.
Умира на 25 юли 1936 година в Хайделберг на 73-годишна възраст.

## Философия
Светът на културата – човешката душа и всички собствено човешки прояви – е различен от света на природата. Това различие съвсем не е простото следствие от някаква обективна еволюция. Едно и също нещо може да бъде отнесено както към света на културата, така и към света на природата. Но в единия случай ученият търси някакъв общ закон, правило, схема, единична проява на което е даденото явление. Тогава имаме природен феномен и действаме като „природоизпитатели“. В другия всяко едно явление се обяснява като уникално, индивидуално неподвластно на една или друга обективна схема, основано не върху някакъв общ закон, а върху специфична ценност. В този случай вече работим с културното явление, с културата, която не се подчинява на природонаучните обяснителни схеми. Природонаучният метод е номотетичен (nomos) – отнасящ към закона, а културологичният е индивидуализиращ (individum) – отнасящ към уникалната ценност. Първият е обективен, вторият – субективен.